# Love Story/E penso a te
Love Story/E penso a te è un singolo del cantante italiano Johnny Dorelli, pubblicato dalla CGD (catalogo CGD 111) nel 1971.

## I brani

### Love Story
Love Story – cover italiana di Where do I Begin? – è il brano presente anche nell'omonimo 45 giri di Patty Pravo, estratto dall'album Di vero in fondo che dà il titolo anche al lato B del singolo stesso.
La musica fu composta l'anno prima dal mº Francis Lai, per la colonna sonora dell'omonimo film ispirato al romanzo, anch'esso omonimo, scritto da Erich Segal. 
I testi, inseriti successivamente, sono stati scritti da:
- Sergio Bardotti, per l'adattamento in italiano;
- Carl Sigman[1], per il testo originale.

La canzone venne suddivisa in due versioni (a confronto), usate come sigle della 21ª edizione del programma radiofonico Gran varietà:
- la versione di Johnny Dorelli, come sigla di raccordo;
- quella di Patty Pravo (che era la cantante tra gli ospiti fissi), come sigla di chiusura.

Successivamente, i due cantanti presentarono il brano alla 4ª edizione del programma televisivo Senza rete.
E, non è tutto. La stessa versione di Dorelli verrà inserita nell'album antologico Il meglio di Johnny Dorelli, che uscirà 4 anni dopo.

### E penso a te
E penso a te – presente sul lato B del disco – è il brano scritto da Mogol (testo) e Lucio Battisti (musica), già pubblicato come retro del 45 giri di Bruno Lauzi Mary oh Mary. 
La versione di Johnny Dorelli fu ripubblicata come retro del singolo successivo Mamy Blue e, negli anni a venire, il brano venne registrato da Mina (come brano d'apertura nell'LP a nome suo), Raffaella Carrà (come brano di chiusura nel suo eponimo album) e lo stesso Battisti (in Umanamente uomo: il sogno). 
Lo stesso Dorelli (che, in precedenza, aveva presentato il brano alla 7ª puntata di Canzonissima) utilizzò la canzone come sigla di raccordo della 22ª edizione del programma radiofonico Gran varietà. La sua versione verrà pubblicata, 2 anni dopo, nell'album Le canzoni che piacciono a lei.

## Tracce

### Lato A
1. Love Story (Where Do I Begin?) – 3:11 (testo italiano: Sergio Bardotti – testo originale: Carl Sigman[2] – musica: Francis Lai; edizioni musicali Chappell) – Tema dal film omonimo

### Lato B
1. E penso a te – 2:49 (testo: Mogol – musica: Lucio Battisti; edizioni musicali Acqua Azzurra)